# Diores bouilloni
Diores bouilloni is een spinnensoort in de taxonomische indeling van de mierenjagers (Zodariidae).
Het dier behoort tot het geslacht Diores. De wetenschappelijke naam van de soort werd voor het eerst geldig gepubliceerd in 1965 door Pierre L. G. Benoit.